# Dansk-svenska kriget 1808–1809
Dansk-svenska kriget 1808–1809 var ett krig mellan Danmark-Norge och Sverige, som inleddes och utkämpades på grund av Danmark-Norges allians med Frankrike och Sveriges allians med Storbritannien under Napoleonkrigen. Varken Sverige eller Danmark-Norge önskade krig med sin nordiska granne, men påtryckningar från deras respektive allianser ledde till att Danmark-Norge förklarade Sverige krig den 14 mars 1808. Danmark-Norge gjorde misslyckade försök att återerövra de territorier som förlorades till Sverige under 1600-talet och Sverige gjorde ett försök att förvärva Norge genom en invasion. Fred slöts enligt status quo ante bellum den 10 december 1809.
Kriget räknas ibland som en del av finska kriget, som Sverige samtidigt utkämpade mot Ryssland och som ledde till mer genomgripande konsekvenser för Sverige och Finland.

## Bakgrund
Under det första koalitionskriget förblev Danmark-Norge och Sverige neutrala. Båda länderna syftade också till att följa denna utrikespolitik under andra koalitionskriget och hade under 1800, tillsammans med Preussen och Ryssland, bildat det andra förbundet av beväpnat neutratitet i syfte att skydda sin neutrala sjöfart mot den brittiska utrikespolitiken om oinskränkt jakt efter neutral sjöfart för franska smuggelgods. Förbundet skulle dock upplösas efter den brittiska flottans anfall mot Köpenhamn och Tsar Paul I:s död år 1801. Efter alliansens kollaps, och Danmark-Norges korta krig mot Storbritannien, fortsatte Sverige och Danmark med sin gemensamma neutralitetspolitik.
År 1805 anslöt Sverige i kriget mot Frankrike, men efter det snabba franska fälttåget via nordvästra Tyskland och det preussisk-svenska nederlaget vid Lübeck, tvingades de svenska styrkorna att dra sig tillbaka till Svenska Pommern. Man inledde försök till fredsförhandlingar mellan Frankrike och Sverige, och under hösten 1806 erbjöd kejsar Napoleon I Norge till Sverige i utbyte mot svenska Pommern. Men förhandlingarna misslyckades, och i början av 1807 invaderade de franska styrkorna och slutligen ockuperade svenska Pommern.
Efter freden i Tilsit 1807 fokuserade Frankrike och Storbritannien sina intressen mot Danmark. Napoleon ville inkludera det neutrala Danmark-Norge i kontinentalsystemet, medan Storbritannien fruktade att den danska flottan skulle falla i fransmännens händer. Storbritanniens anfall och efterföljande bombardemang av Köpenhamn ledde till erövringen och förintelsen av stora delar av den danska flottan och Danmarks val att ingå en allians med Napoleon. Alliansen mellan Danmark-Norge och Frankrike undertecknades i Fontainebleau den 31 oktober 1807. Avtalet angav vaga löften från fransmännen att de skulle hjälpa Danmark-Norge att återfå sin flotta, medan Danmark skulle förbinda sig i att delta i ett eventuellt krig mot Sverige ihop med Frankrike och Ryssland. Kronprins Fredrik av Danmark-Norge var ovillig att delta i ett krig mot Sverige, men beslutade sig för att förklara krig mot Sverige med målet att erövra de förläningar som man förlorat vid frederna i Brömsebro och Roskilde. Eftersom Sveriges uppmärksamhet låg på Finland och det finska kriget, skulle Danmark lättare kunna återta områdena, trodde man. Den 14 mars 1808 överlämnade den danske ministern i Stockholm krigsförklaringen till den svenska regeringen. Den svenske kungen, Gustav IV Adolf svarade då med att planera en invasion av Själland, för att förmå Danmark att sluta separatfred. Denna plan stannade dock på pappret och de svenska trupperna i Götaland placerades istället i en defensiv ställning, efter rykten om att Napoleon hade skickat förstärkningar till Danmark. Gustav IV Adolf godkände istället den plan som utarbetats av generalmajor Gustaf Mauritz Armfelt, på en invasion av Norge för att kompensera för en eventuell förlust av Finland.

## Arméerna

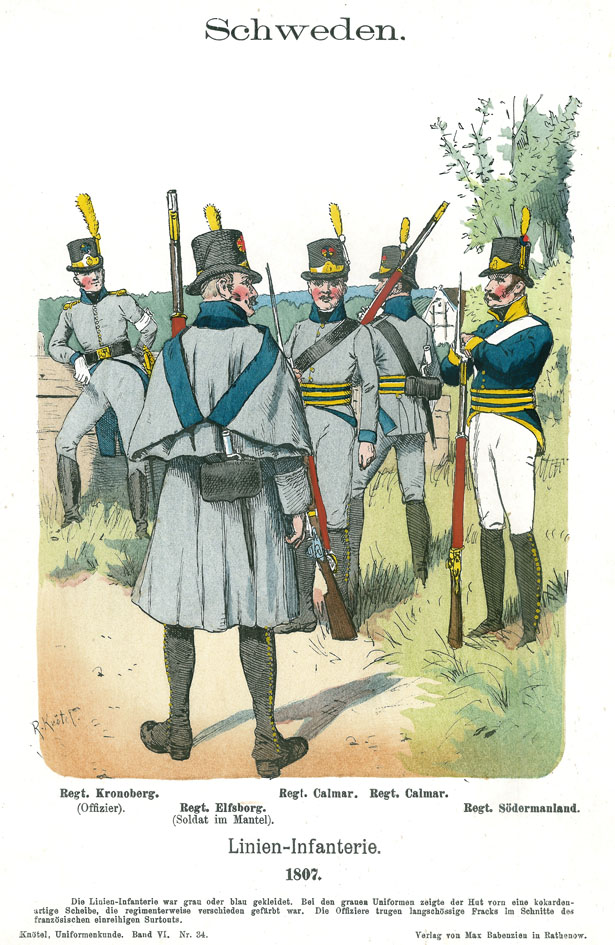
Svenskt infanteri 1807. Teckning av Richard Knötel.

### Den svenska armén
Den svenska armén räknade till totalt 23 000 man; 7 000 i Skåne under greve Johan Christopher Toll, 14 000 mot norska gränsen under Gustaf Mauritz Armfelt och 2 000 man i Norrland under överste Johan Bergenstråhle.
Den svenska armén var ganska bra utrustad och soldaterna var vältränade, men under trycket från två fronter hade svenskarna mycket svårt att skicka trupper varhelst de behövdes som mest. Den största krigsskådeplatsen låg i öster, där den ryska invasionen hotade det svenska Finland, men hotet från Danmark-Norge och Frankrike togs på allvar. Den svenska västra armén var uppdelad i två flyglar; den högra leddes av Armfelt och den vänstra leddes av överste (senare generalmajor) Ernst von Vegesack.
Arméns högra flygel bestod dessutom av överste Carl Pontus Gahns "flygande kår" på cirka 650 man i Dalby, överste Leijonstedts första brigad på cirka 1 600 man i Eda socken, överste Schwerigs andra brigad på omkring 2 500 man i Töcksmark, överste Bror Cederströms tredje brigad på cirka 1750 man i Holmedal och överste Johan Adam Cronstedts fjärde brigad på cirka 1 700 man i området öster om Marker. Arméns vänstra flygel bestod huvudsakligen av en brigad i Strömstad, en i Töftedal och en i området mellan Göteborg och Uddevalla.

#### Svenska regementen
- Hälsinge regemente
- Skaraborgs regemente[7]
- Kalmar regemente
- Livgrenadjärregementet
- Bohusläns regemente
- Dalregementet
- Värmlands fältjägare
- Jönköpings regemente

### Den dansk-norska armén

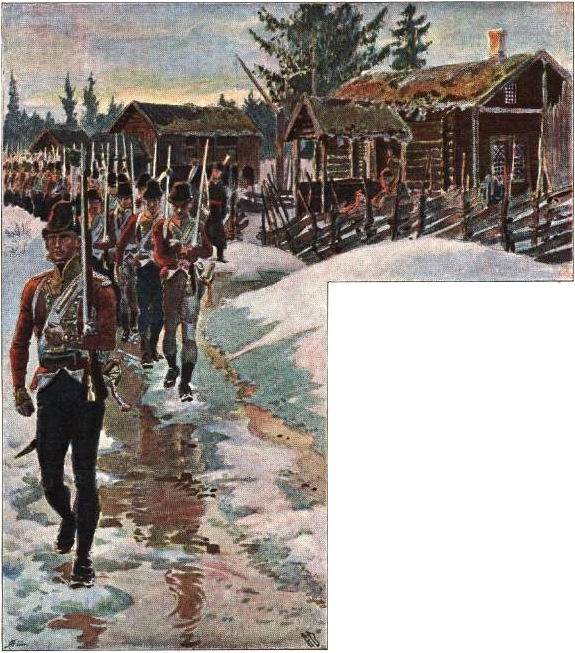
Norska soldater marscherar till gränsen. Målning av Andreas Bloch.

Den dansk-norska armén räknade till 36 000 man. Den danska delen av fältarmén bestod av 14 650 man men bara 5 000 kunde användas för anfall mot svenskarna. Den norska armén hade förberetts för ett kommande krig med Sverige sedan hösten 1807, men eftersom de var tvungna att organisera kustskydd längs den långa norska kusten mot anfall från de brittiska krigsfartygen, som försökte stänga förbindelselinjerna mellan Norge och Danmark, var fältarmén i dåligt skick i slutet av februari 1808. Armén hade brist på vapen, bly, kläder, mat och många soldater ägde utrustningar som var nära 20 år gamla.
Den norska armén leddes av prins Kristian August av Augustenburg, som då var ordförande i den norska regeringens kommission, som hade upprättats när britterna inledde en blockad mellan Norge och Danmark 1807. Kristian August skulle senare under kriget också utses som Norges riksståthållare.

#### De norska bataljonerna
- 24 dragonkompanier på cirka 1 800 ryttare.[10]
- 14 musketerarbataljoner (var och en med 4 divisioner) på cirka 8 400 man.[10]
- 10 skarpskyttekompanier på cirka 1 200 man.[10]
- 10 depåbataljoner (var och en med 3-4 divisioner) på cirka 5 000 man.[10]
- 8 grenadjärbataljoner (var och en med 4 divisioner) på cirka 4 800 man.[10]
- 6 fästningsbatterier på cirka 300 man.[10]
- 3 fältbatterier (1 och 2 monterade marschbatterier) på cirka 300 man.[10]
- 2 skidbataljoner (var och en med 3 kompanier) på cirka 600 man.[10]
- 1 Jägarbataljon (4 kompanier) med tillsatt 600 man, senare 720 man.[10]
- 1 lätt bataljon (6 kompanier) på cirka 600 man.[10]
- 1 pionjärkompani på cirka 150 man.[10]

Ståthållare Kristian August hade endast 8 000 man under sitt befäl under början av kriget längs gränsen från Svinesund till Trøndelag, och de var tvungna att ta in många otränade rekryter för att fylla upp leden.

#### Det norska försvaret
Efter att trupplaceringen vid gränsen fullbordades under slutet av mars 1808 indelade Kristian August sina södra trupper längs gränsen på Østlandet från söder till norr:
- Överste Hans Gram Holsts brigad på högerflygeln med cirka 3 400 man i området från Svinesund till Rødenes.[10]
- Överste Werner de Seues brigad på centern med cirka 1 900 man i området från Rødenes till Kongsvinger.[11]
- Överste Bernhard Ditlef von Staffeldts brigad på vänsterflygeln med cirka 1 300 man i området från Kongsvinger till Elverum.[12]
- Överste Christopher Frederik Lowzows första reservbrigad med cirka 1 700 man i området från Vormsund till Fetsund.[13]
- Överste Johan Andreas Ohmes andra reservbrigad med cirka 650 man från Grönsund till Fetsund.[14]

De norska trupperna i det södra försvaret uppgick till cirka 9 000 man. Det fanns dessutom 3 300 man stationerade i Trøndelag för det norra försvaret:
- Överste Carsten Gerhard Bang med en brigad på cirka 2 100 man i Røros.[14]
- Generallöjtnant Carl von Schmettow med en brigad på cirka 1 200 man i Innherred.[15]

Det fanns också 2 000 man stationerade i Trondheim och Kristiansand, och 6 200 man i Frederiksvern och Bergen.

#### Fästningsgarnisoner
- Fredrikstad: cirka 2 350 man.[14]
- Fredriksten: cirka 1 250 man.[14]
- Kongsvinger fästning: cirka 900 man.[16][17]
- Akershus fästning: cirka 800 man.[14]

### Den franska armén
Avgörande för krigsutgången var förmodligen att Napoleon I hade skickat förstärkningar till Danmark från bland annat Frankrike, Spanien och Nederländerna under ledning av marskalk Jean Baptiste Bernadotte (totalt ca 45 000 man, 12 500 fransmän, 14 000 spanjorer, 6 000 holländare och en dansk reservtrupp på 12 500 man), vilket skulle innebära att den dansk-franska styrkan bestod av ca 81 000 man. Ett krav från Frankrike att delta i kriget var just att armén skulle stå under franskt befäl.

## Krigsförberedelser
Den 5 mars, flera dagar innan den danska regeringen beslutade att förklara krig mot Sverige, började Bernadotte, som då var fransk guvernör i Hamburg och övriga hansestäder, sin marsch mot Danmark med en koalitionsarmé på cirka 32 000 man. Men det verkar troligt att Napoleon vid den tiden inte var villig att låta sina trupper gå in i direkt aktion, för efter att Bernadotte slagit läger med stora delar av koalitionsarmén på Själland fick han ingen order om att fortsätta sin marsch mot de danska hamnarna.
Isen började också att bryta upp i mitten av mars, och till allas förvåning började de första brittiska krigsfartygen dyka upp medan isflaken fortfarande var tjocka. Amiral Hyde Parker hade övervintrat i Göteborg under vintern 1807-08 med sin eskader och kom ner mycket tidigt i sundet mellan Kattegatt och Östersjön. Bernadotte hade därmed förlorat mycket värdefull tid och även förmågan att säkra passagen före de brittiska krigsfartygs ankomst.
Truppnärvaron i Själland, Fyn och Jylland var mer av en börda än hjälp för den danska befolkningen. Ett annat problem uppstod när det spanska regementet deserterade när de fick veta att Napoleon höll på att ersätta den spanska monarken med sin egen bror. I Spanien uppstod den 2 maj 1808 en folkresning mot Napoleon som slutade med fransmännens nederlag. I mitten av april 1808 blev den dansk-franska invasionsplanen mot Sverige avblåst och uppmärksamheten riktades mot den svenska-norska gränsen.

## Kriget

### Det svenska anfallet
Under slutet av mars råkade de norska och svenska utposterna längs gränsen sammandrabba med varandra vid ett flertal tillfällen, men de utspridda skärmytslingarna blev i slutänden fruktlösa. Den första stora händelsen skedde den 1 april 1808, då Johan Bergenstråhle tågade med sina 2 000 man in i Norge från Jämtland, men dennes armé tvingades dra sig tillbaka till Sundsvall utan att ha deltagit i strid. Under samma tid gick två kompanier på 235 man under major Gyllenskrepp över gränsen från Härjedalen mot Røros och deltog i en mindre skärmytsling mot en norsk fältvakt på 40 man från överste Bangs brigad vid Aursunden. Efter att fältvakterna och de norska utposterna på 140 man, som fältvakten var en del av, drog sig tillbaka till Røros inledde svenskarna en omfattande plundring i gränsområdet, i synnerhet i byn Brekken. Plundringen fortsatte tills att de av överste Bangs trupper som var närmast i området, en musketörbataljon på 600 man under major Sommerschild, gjorde ett motanfall och tvingade svenskarna tillbaka över gränsen.
Som hämnd för plundringen av Brekken tågade en styrka på 558 man från överste Bangs brigad över gränsen till Tullen och Malmagen den 8 april. De kungliga godsen från Ljusnedalssjön mot Hede blev plundrade och skövlade under expeditionen, och allt byte som hade tagits från Brekken, däribland 22 kanoner, återerövrades i Ljusnedals bruk efter en kort skärmytsling mot de svenska försvararna.
Då våren skulle visa sig vara en ganska händelselös tid i gränsområdet mellan Trøndelag och Jämtland efter striderna i början av april beslutade norrmännen att skicka flera trupper söder om Røros, och till området mellan Roverud och Kongsvinger.
Det stora svenska anfallet i söder inleddes på natten den 14 april, när den andra svenska brigaden ryckte fram till Aurskog-Høland. Kristian August, som var på väg att flytta sitt högkvarter till Rakkestad, blev underrättad om svenskarnas rörelser och marscherade med en brigad för att möta hotet från öster den 17 april. Han valde en lämplig försvarsposition så att han kunde koncentrera sina styrkor mot den främre delen där de behövs mest. Striderna i Høland och Aurskog slutade med en norsk seger, och den svenska befälhavaren överste Schwerin kände sig så hotad av de norska motoffensiven att han beordrade en reträtt efter nederlaget vid Toverud, där den svenska befälhavaren greve Axel Otto Mörner och hans trupper tvingades att kapitulera. Schwerin räddade sig själv från ett avgörande slag mot den norska armén, då Kristian August hade bestämt sig för att flytta sina trupper tillbaka till Kongsvinger för att tillmötesgå den svenska framryckningen inom området och därifrån försöka organisera ett större anfall.

### Striderna runt Kongsvinger

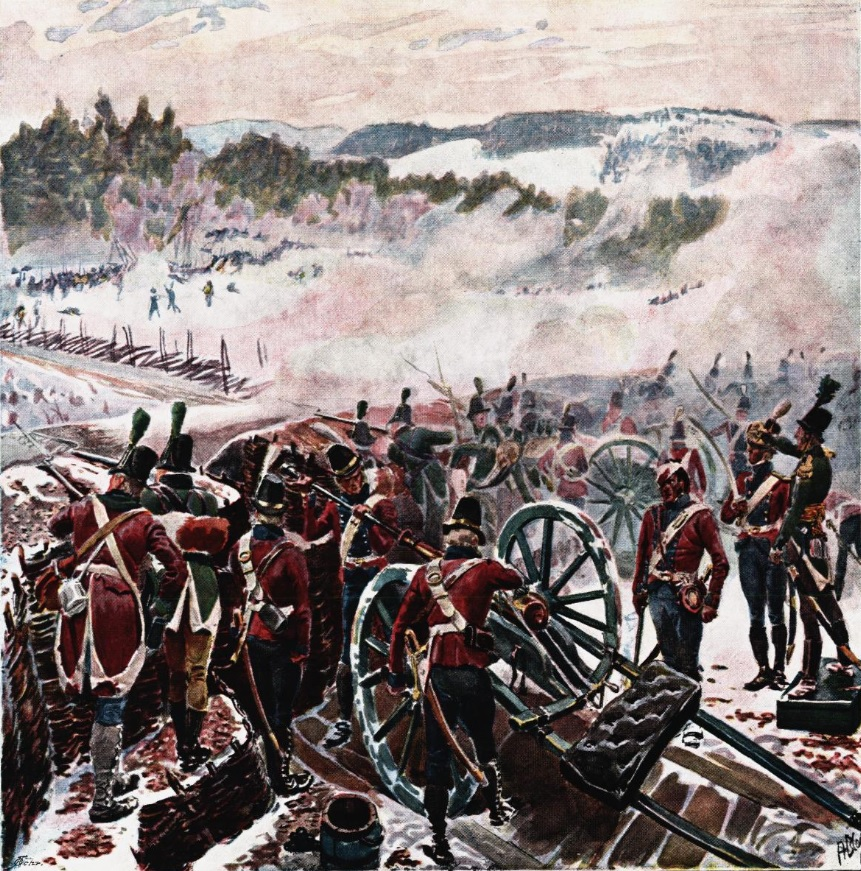
Slaget vid Lier 1808, av Bloch.

I gränsdistriktet i Eidskog började Armfelt sin marsch med cirka 1600 man från andra sidan gränsen i Eda mot Kongsvinger på kvällen den 15 april. Han fördrev de svaga gränsvakterna och fortsatte framåt mot Lier skans under loppet av flera dagar av utspridda skärmytslingar. De norska försvararna tvingades att dra sig tillbaka för att undvika att bli överflyglade av svenskarna.
Den 18 april ägde slaget vid Lier rum, cirka en mil söder om Kongsvinger. I slaget besegrade 1 000 svenska soldater en norsk styrka bestående av 800–900 man under befäl av major Bernt Peter Kreutz. Efter denna seger förskansade de svenska trupperna sig i Lier och ryckte fram hela vägen till floden Glomma, men de riskerade inte att göra ett anfall mot Kongsvinger fästning, något som satte ett tillfälligt slut på den svenska offensiven.
Kristian August blev bestört av nyheten om nederlaget vid Lier och att de svenska trupperna hade nått floden Glomma. Han var nu tvungen att flytta huvudtrupperna till Blaker för att stoppa ett eventuellt anfall från de svenska positionerna på den sydvästra sidan av Kongsvinger i norr eller från Høland i söder. Men lyckligtvis för norrmännen ledde slaget vid Toverud och striderna kring Lund till en stabilisering i söder. Armfelt ville därför belägra och sedan anfalla Kongsvinger och därigenom säkra den strategiskt viktiga fästningen. Av detta skäl beordrades överste Carl Pontus Gahn med sin "flygande kår" att ta sig till Glomma och därifrån västerut mot Kongsvinger. Därigenom skulle Armfelt göra en kniptångsmanöver för att belägra fästningen. Den order som gavs till överste Gahn om en sådan djärv och farofylld marsch har alltid varit kontroversiell, eftersom överlägsna norska styrkor på cirka 800 man var stationerade vid floden Flisa, som han var tvungen att passera. Gahn marschede från det svenska lägret vid Midtskogen på kvällen den 24 april med cirka 500 man längs den snötäckta vägen till Flisa och längs floden ner mot Trangen sydväst om Nyen i Åsnes. Från Nyen ryckte flera norska trupper fram för att anfalla svenskarna bakifrån, och tillsammans med överste Staffeldts brigad på cirka 1 050 man, deltog de cirka 800 norska soldaterna stationerade i området i anfallet. Slaget vid Trangen den 25 april slutade med ett stort nederlag för svenskarna. Hela Gahns kår förintades och cirka 440 man tillfångatogs i slagfältet, samt ytterligare 65 man i Midtskogen. Efter striderna beordrades överste Staffeldt att flytta sin brigad västerut till Kongsvinger för att stärka fästningens försvar. Efter omgrupperingen av försvaret kring Kongsvinger reste Kristian August söderut för att föregripa svenskarna med en offensiv i området runt Ørje.

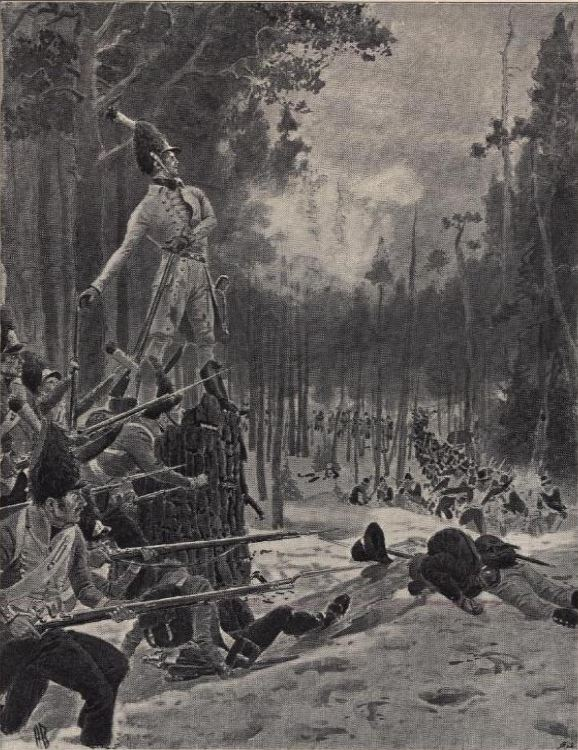
Slaget vid Trangen 1808, av Bloch.

När Armfelt fick reda på nederlaget i norr fruktade han genast för ett norskt anfall på denna flank så länge det fanns is på Glomma. Den svenska befälhavaren hade förlorat sin högra flank i norr, och färska norska trupper hade samlats längs Glomma vid Kongsvinger och Blaker. På grund av detta fann Armfelt det nödvändigt att vänta på överste Vegesack och hans trupper, som fortfarande inte börjat sin marsch, innan han genomförde några ytterligare trupprörelser och valde därmed att sätta sig till motvärn.
I slutet av april planerade den dansk-norska styrkan att anfalla Strömstad för att komma åt de svenska förråd som fanns där. Med 27 fartyg (11 kanonjollar och 16 kanonslupar) angrep den norska styrkan under ledning av flaggkapten Lorentz Fisker en svensk flotta med fem skepp, förmodligen kanonslupar, under kapten G.H. Nordberg den 28 april. Svenskarna segrade och norrmännen drog sig tillbaka med stora förluster.

### Slagen i Smaalenene
Prins Kristian August planerade ursprungligen att från Blaker anfalla den tredje svenska brigaden i Ørje, men fick besked som tydde på att ett svenskt anfall över gränsen i söder skulle komma inom kort. Mellan 2 och 3 maj marscherade cirka 2 000 svenska soldater från två svenska brigader under överste Vegesack i tre kolonner mellan Holmgil och Prestebakke öster om Fredrikshald. Men de svenska truppernas tillstånd var så dåliga att frammarschen stoppades vid den norska försvarslinjen mellan Halleröd, Gjeddeludd, Enningdalen och Berby kyrka.
Samtidigt längre norrut marscherade en svensk styrka på cirka 1 000 man från Nössemark över gränsen mot Bjørkebekk och Skotsund i Aremark, men även denna marsch blev stoppad. Under maj månad förskansade sig de svenska trupperna längs en linje från sydost om Kongsvinger, bakom Haldenvassdraget från Kroksund och längs den nya linjen från Aremark till Iddefjorden.
Den norska offensiven, som planerades tidigare, avblåstes så att norska trupperna kunde justeras, inklusive överste Holsts brigad som hade legat nordost om Rødnessjøen och flyttade tillbaka till Mysen. Istället inleddes en begränsad offensiv mot den svenska brigaden i Ørje, då cirka 1 000 norska soldater skickades över Mjerma under befäl av major Andreas Samuel Krebs den 4 maj. Striderna kring Aremark den 5 maj var tuffa, men de svenska trupperna flydde så småningom från sina positioner till nya positioner utanför Ørje, där de lyckades hålla ut. 10 norska soldater blev sårade efter slaget, medan svenskarna förlorade 10 döda och 16 sårade soldater. Krebs med sina utmattade trupper blev återkallade, medan major Friederich Fischer med hans cirka 500 man gick vidare från Mysen och överraskade de svenska fältvakterna vid Ysterud och Li, väster om Ørje, den 7 maj. Men trots förlusten av endast 9 sårade kunde Fischer inte fortsätta eftersom svenskarna förstörde Ørjebron.
Det genomfördes även flera andra lokala anfall mot de svenska positionerna, och på kvällen den 8 maj marscherade major Peter Krefting med tre divisioner mot Skotsberg för att bryta förbindelsen mellan de svenska trupperna i Aremark och Ørje. Men det norska anfallet slogs tillbaka under den första striden vid Skotsberg, där ett sund skilde svenskarna och norrmännen från varandra. Krefting gjorde ett förnyat försök att korsa sundet under den andra striden vid Skotsberg den 13 maj med artilleri och fyra mörsare, men blev stoppad på nytt.
Den 9 maj marscherade Johan Henrik Spørck med 120 man från Fredrikstens fästning mot den svenska positionen vid Gjeddelund, men slogs tillbaka av ett kompani från Holtet som återtog positionen. Efter skärmytslingen vid Gjeddelund förlorade Spørck 1 dödad och 6 sårade soldater, medan svenskarna förlorade en dödad, 11 sårade och två tillfångatagna soldater. En ny, liten offensiv längre norrut ägde rum den 12 maj väster om Strømsfoss, där kapten Hans Harboe Grøn med sina blygsamma trupper inledde en rad lokala anfall mot de svenska fältvakterna. Anfallen varade till den 28 maj då svenskarna blev förstärkta med en bataljon.

### Svenskt tillbakadragande
Fronten mot Kongsvinger fästning tystades efter överste Staffeldts omgruppering av sina trupper fram till början av maj, bortsett från några smärre skärmytslingar som ständigt distraherade de svenskarna trupprörelserna. Dessa mindre skärmytslingar var till förmån för de norska trupperna och den 5 maj krossades ett svenskt avantgarde och 10 svenskar tillfångatogs. Den svenska befälhavaren blev förtret av att ha förlorat sina patruller och små utposter på grund av de norska truppernas spridda krigföring. Den andra svenska brigaden flyttades närmare den första brigaden för att förhindra norrmännen från att anfalla dem i små grupper. Belägringsartilleri överfördes också till Kongsvingers front för en ny planerad attack vid Kongsvinger fästning. Svenskarna hade också börjat etablera nya positioner på Lier skans, och den så kallade "Skinnarbøl linjen" längs floden öster om Skinnarbøl och Vingersjøen mot norr. Norrmännen bevakade de svenska positionerna genom att skicka flera spaningspatruller som gav sig på svenskarna aggressivt. Stora trupprörelser var inte möjliga förrän i mitten av maj på grund av vinterns enorma snöfall, och det var inte förrän den 15 maj som Staffeldt beordrade att göra ett större anfal mot den svenska högerflanken. Men omständigheterna var fortfarande inte tillräckligt bra, och vägarna hade bara börjat torka upp, så anfallet sköts upp till den 18 maj.

#### Slagen vid Mobekk och Jerpset
Skärmytslingen vid Mobekk började inte bra för de norska trupperna. Svenskarna lyckades förstöra den viktiga bron över floden vid Overud, och de norska trupperna stod på deras sida mot de svenska försvararna som ihärdigt kämpade i barrikaderna. Efter fyra timmar avslutades, och de norska trupperna återvände till Kongsvinger.
Staffeldt blev tvungen att göra ett nytt anfall för att återupprätta sin värdighet efter förlusten vid Mobekk. Det visade sig att ett svenskt jägarkompani hade flyttats till Jerpset i Vestmarka för att kunna ansluta sig till den andra svenska brigaden som var stationerad närmare gränsen. Den 23 maj korsade kapten Wilhelm Jürgensens lätta kompani, ihop med 65 skidsoldater, floden Glomma cirka 10 km väster om Kongsvinger. Norrmännen anföll Jerpset gård under kvällen den 24 maj och upptäckte att svenskarna hade skickat ut flera patruller, och att endast 29 svenska soldater var stationerade på gården. 25 av de 29 svenska soldaterna togs till fånga. De svenska trupperna som var inkvarterade i de närliggande gårdarna kunde inte möta norrmännen, som efter striden drog sig tillbaka in i skogen i skydd av mörkret. Överste Staffeldt planerade ytterligare anfall, men händelserna på Jerpset skrämde Armfelt så mycket att han beordrade ett tillbakadragande från positionerna närmast Kongsvinger. Dessutom hade han redan den 19 maj fått en order från Gustav IV Adolf om, vad han ansåg var, en allmän reträtt.
En engelsk flotta anlände till Göteborg med 11 000 man under befäl av John Moore den 18 maj 1808 och Gustav IV Adolf ville nu göra ett svenskt-engelskt anfall mot den danska ön Själland, och därför beordrade Armfelt att «...intaga den säkraste och fördelaktigaste defensiva ställning mot Norge». Gustav IV Adolf avsåg dock inte att Armfelt skulle gå tillbaka över gränsen, utan endast säkra de områden i Norge som han hade ockuperat och vänta på den planerade invasionen av Själland. Armfelt å andra sidan missförstod ordern och övergav alla anfallsplaner mot de norska trupperna, och med den första och andra brigaden drog sig tillbaka till säkrade positioner bakom gränsen för att omorganisera trupperna och säkra gränspassagen. Den svenska reträtten kom som en överraskning för norrmännen. Dagen efter svenskarnas tillbakadragande tågade Staffeldt hela vägen till Eidskog med sina trupper, och på kvällen den 31 maj anlände hans huvudstyrka till Matrand. Man skickade även mindre patruller till Flisa för att säkra området. Gustav IV Adolfs planer på ett svenskt-engelskt angrepp på Själland skulle dock avbrytas efter att den brittiska flottan återvände till England den 3 juli. John Moore trodde att svenskarna skulle komma att dra sig ur kriget och söka fred med Napoleon, vilket Storbritannien inte ville. Moore blev dessutom osams med Gustav IV Adolf.

#### Striderna i Enningdal

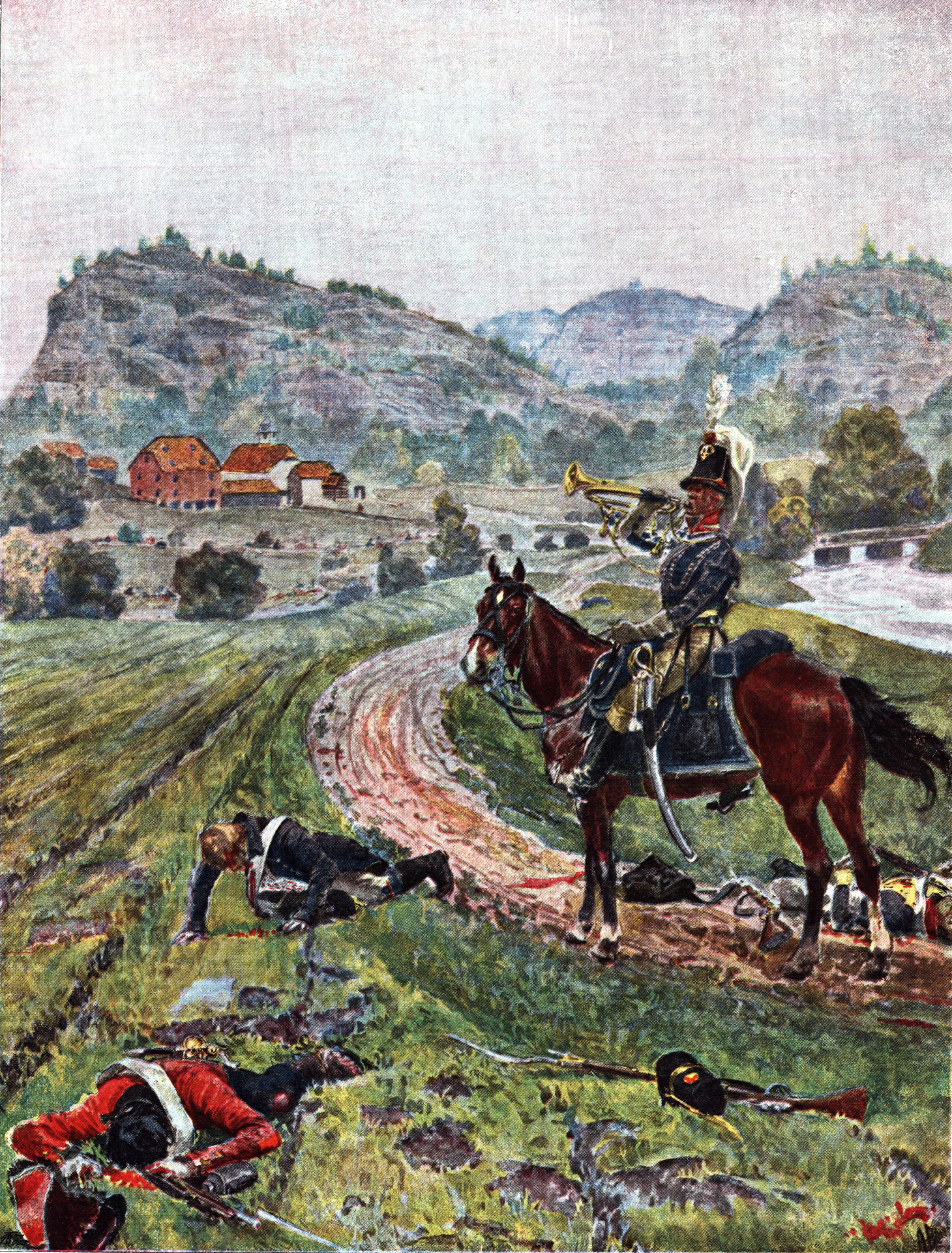
Slaget vid Berby 1808, av Andreas Bloch.

De andra två svenska brigaderna som stationerade sig nära Fredrikshald gick den 8-9 juni tillbaka över gränsen tillsammans med delar av den vänstra flygelbrigaden som hade nått Skotfoss. I mitten av juni fanns det bara två svenska positioner kvar på norskt territorium, något som kom som en överraskning för norrmännen. Kristian August planerade ursprungligen en allmän offensiv mot söder till Rødenes/Ørjebro och Enningdalen för att fördriva de sista svenska trupperna över gränsen, men planen ändrades istället till en liten offensiv. Denna plan, som hade utarbetats av befälhavaren på Fredrikstens fästning, överstelöjtnant Juel, gick ut på att man skulle utföra flera mindre angrepp mot svenskarna för att driva dem tillbaka över gränsen.
De svenska trupperna, under befäl av överstelöjtnant Jacob Lars von Knorring, hade stationerat sig i sina befästa positioner vid Prestebakke med fästen i både öst och väst, och med större styrkor som felplacerades vid Ende, Berby och Enningdalen. Juel, som var allvarligt sjuk, överlämnade befälet till kapten Arild Huitfeldt, som började marschera på kvällen den 9 juni med en styrka på totalt 710 man. Framstöten i söder lyckades. Under slaget vid Prestebakke den 10 juni lyckades Huitfeldt förvirra de svenska officerarna med en manöver som förvånade och besegrade de svenska styrkorna vid Prestebakke. De svenska förlusterna var 60 döda och allvarligt sårade, 395 tillfångatagna (varav 34 sårade) och två kanoner beslagtagna. Den svenska styrkan på cirka 420 man utplånades och en mindre styrka,en spionstyrka under kapten C.J. Ström på omkring 150 man, kapitulerade vid Berby. De norska förlusterna var låga med endast omkring 12 dödsoffer. I Sverige spreds en allvarlig reaktion på denna överraskande nederlag, och den svenska befälhavaren, överstelöjtnant von Knorring, stod inför krigsrätt. Knorring suspenderades i ett halvår och tvingades betala 160 riksdaler banco i böter.
När svenskarna fick förstärkningar gjorde dessa ett motanfall mot Prestebakkes positioner den 14 juni för att återerövra sina tidigare positioner. Den norska huvudstyrkan hade flyttat tillbaka till Fredrikstens fästning med ett stort antal svenska krigsfångar, så de underlägsna norska utposterna vid Prestebakke, Ende och Gjeddelund drevs tillbaka efter en kort strid. Men svenskarna lämnade sina positioner och gick tillbaka över gränsen mellan den 20 och 24 juni, och de norska trupperna kunde snabbt säkra gränsområdena och sätta upp gränsvakter. Detta innebar att det inte längre fanns några svenska trupper på norsk mark.

#### Norska räder och mindre offensiver
Under perioden fram till december utfördes flera mindre offensiver från både Norge och Sverige, men dessa var mindre märkbara för krigets utfall. Staffeldt, som blev befordrad till generalmajor den 30 juni, hade hållit sina trupper vid gränsen i Eidskog förrän i början av juli, när de beordrades att tåga över gränsen och utföra mindre anfall mot flera platser. En kolonn på fyra kompanier skickades vidare till Morast, en annan kolonn på två kompanier till Magnor och en tredje kolonn på tre kompanier med major Frederik Wilhelm Stabell till området söder till Vestmarka. Stabells grupp fortsatte därifrån till Sverige den 18 juli, och ryckte fram till de svenska positionerna vid Adolfsfors. Trupperna stannade på den svenska sidan av gränsen i två dagar, innan de drog sig tillbaka över gränsen och tillbaka till Matrand.
I augusti 1808 tågade 644 norska soldater från Trøndelag, under befäl av major Coldevin med artilleri och beridna dragoner, över gränsen från Verdal och Meråker och påbörjade ett fälttåg i Jämtland. Staffeldt skickade även trupper till Falun för att stödja den norska invasionen av Jämtland och en styrka på 200 man tågade till Midtskogen den 10 augusti. Dessa trupper marscherade därifrån till Dalby i Sverige, och återvände till Baltebøl den 20 augusti, eftersom de inte kunde hitta några svenska trupper i området, bortsett från några gränsvakter vid Midtskogen. Den norska huvudoffensiven i Jämtland stoppades vid Hjerpe skans den 15 augusti. Striden pågick mellan kl. 15:00 och ca 21:00. Förlusterna under denna strid blev att en svensk soldat dog (Bengt Sidberg från Ovikens socken) och fem svenskar sårades, medan norrmännen förlorade en död och fem sårade. Två dagar senare valde major Coldevin att avbryta offensiven, eftersom de svenska trupperna hade förstärkt fästet vid Järpen. Fälttåget avslutades den 19 augusti.
För de norska trupperna stationerade i norra Kongsvinger och Matrand uppstod en lång period av konstant bevakning, därtill tristess och i dåligt skick i det glesbefolkade Eidskog med få byggnader och lite mat. Flera soldater var tvungna att bo i hyddor gjorda av barr och bark under resten av sommaren och in på hösten.
Norska räder mot civila på den svenska sidan av gränsen var förbjudna. Om en norsk soldat kom tillbaka med stöldgods från ett anfall blev dessa returnerade. Officerarna från båda sidorna var mycket oroade över att deras soldater skulle uppföra sig väl mot civilbefolkningen, men gränsen var glest befolkade och den glesa livsmedelsförsörjningen användes flitigt av militären. Dålig logi, ihop med brist på förnödenheter och livsmedel, började få en demoraliserande och försvagande effekt på trupperna på båda sidorna om gränsen.

### Vapenvila
Den brittiska blockaden av Norge hade stegvis förvärrat situationen för norrmännen, och de få förnödenheter som kom från Danmark och norra Ryssland var inte tillräckligt. Överallt fanns det brist på mat, och det var omöjligt att ersätta de uniformer och annan utrustning som blev utslitna och förstörda efter flera månader i fält. Det var också ovanligt att utföra ytterligare offensiver, och Kristian August beslutade därför att hålla sina trupper vid gränsen. Samma situation gällde för svenskarna i de glesbefolkade gränsregionerna, eftersom det mesta av förnödenheterna gick till trupperna som kämpade mot ryssarna i Finland. Generallöjtnant Bror Cederström ersatte även Armfelt som befälhavare över gränsarmén, då Armfelt gav sig av i augusti till följd av hans missuppfattning av kungens order.
Under hösten inleddes förhandlingar mellan Kristian August och svenskarna, men eftersom det tog ett tag att få kontakt med kung Fredrik i Danmark fick Kristian August agera i stort sett utan kungens godkännande. Han ansåg att han inte kunde fortsätta fientligheterna mot Sverige på grund av nöd och brist på förnödenheter bland både befolkningen och soldaterna i landet. Så i trots mot kungens vilja ingick han ett avtal om vapenstillestånd till den södra norska fronten den 22 november och stilleståndsavtalet trädde i kraft den 7 december 1808. Det kunde sägas upp på 48 timmars uppsägningstid, men som var tillämplig för resten av kriget.
Olyckligtvis anlände vapenstilleståndsavtalet för sent för både den norska och svenska armén, som båda drabbades hårt av sjukdomar som spreds från öster och in i gränsområdet, där tusentals hade bott under fruktansvärda förhållanden i flera månader. Hälften av den södra norska armén, som bestod av cirka 17 000 man, drabbades under hösten och vintern 1808 av sjukdomar, och endast mellan april och september avled 700 soldater. I mars 1809 släpptes. 8.700 man in till fältsjukhus, där cirka 1 200 soldater avled. I den svenska armén var tillståndet ännu värre eftersom sjukdomar som tyfus och dysenteri hade spridit sig från öst. De svenska källorna har inga exakta uppgifter om det totala antalet sjuka soldater, endast delar från de olika rapporter och register av arméns officerare. Sjukligheten steg från 22 % bland trupperna i september till 25 % i november, och 403 svenska soldater dog den månaden.

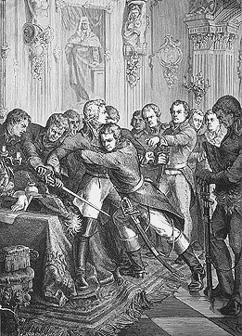
Gustav IV Adolf arresteras i Stockholms slott.

Under vintern 1808-1809 gjordes inga större strider. Norrmännen saknade förnödenheter och svenskarna var koncentrerade på kriget i öst där ryssarna nu hade lyckats ockupera hela Finland. Samtidigt började missnöjet mot den svenska kungen växa i snabb takt, och det fanns en önskan om att skapa en konstitution. Svenskarna fruktade fortfarande att de norska trupperna på Østlandet skulle dra fördel av upproret mot den svenska kungen, och invadera Svealand eller Götaland. Så ledarna för de revolutionära svenska trupperna fick själva se till att stilleståndsavtalet från den 7 december 1808 fortfarande var giltigt. Detta säkerställdes genom Kongsvingeravtalet i början av mars 1809 som var ett muntligt avtal mellan de svenska revolutionära trupperna och Kristian August att de norska trupperna skulle stanna kvar vid gränsen, medan de svenska trupperna i Värmland, under överstelöjtnant Georg Adlersparre, marscherade till Stockholm för att avsätta kung Gustav IV Adolf. Flera norrmän stödde statskuppen, i synnerhet Kristian August då han var en kandidat till att bli svensk tronföljare och själv var positivt ställd till tanken att bli svensk kung. Den 7 mars 1809 utlöste överstelöjtnant Adlersparre statskuppen genom att höja en upprorsflagga i Karlstad och började marschera på Stockholm. För att förhindra kungen från att förena sig med sina lojala trupper i Skåne bröt sju av de sammansvurna som leddes av Carl Johan Adlercreutz sig in i Stockholms slott den 13 mars, arresterade kungen och satte honom och hans familj i husarrest i Gripsholms slott. Gustav IV Adolf efterträddes av sin farbror Karl XIII, som var gammal och barnlös, som Sveriges konung den 5 juni, och nästa dag passerades en konstitution av Rikets ständer.

### Striderna i Jämtland
Kristian August var mycket motvillig under våren och sommaren 1809 med att göra något norskt anfall mot Sverige, men han var så småningom påtvingad av kung Fredrik VI. Den 2 juli beordrade Kristian August ett anfall mot Jämtland från Trondheim, och den 10 juli marscherade en styrka på 1 824 man, under ledning av generalmajor Georg Frederik von Krogh, över gränsen till Jämtland.
För att stoppa den norska framryckningen skickades Georg Carl von Döbeln ut med en bataljon av Hälsinge regemente till Jämtland. Samtidigt skickades ytterligare en bataljon från Gävle mot Härjedalen och förstärkningar anlände senare från Livgrenadjärregementet och två bataljoner från Kalmar regemente. Men den 16 juli erövrade den norska armén Hjerpe skans som just hade övergivits av en svensk styrka på 200 man under överste Theodor Nordenadler. Strax därefter erövrade norrmännen även byarna Mörsil och Mattmar. Samtidigt fick den norska armén höra om ett rykte att stilleståndet mellan Sverige och Ryssland hade avslutats efter sex veckor. Då beslutade von Krogh att dra sig tillbaka från Jämtland och rikta in sig på Härjedalen. Den 24 juli möttes den svenska styrkan på 900 man under von Döbeln och den norska styrkan vid Hjerpe skans. Den norska styrkan besegrades och tvingades retirera. Ett stillestånd skrevs dagen efter vid Bleckåsen i Alsens. Ett villkor var att samtliga norska trupper skulle lämna Sverige senast den 3 augusti, vilket även skedde.

## Freden i Jönköping
I Norge förvärrades situationen stadigt på grund av den brittiska blockaden och att de inte längre fick förnödenheter från norra Ryssland, efter att ryssarna hade slutit fred med svenskarna den 17 september. Sveriges tvåfrontskrig hade också visat sig vara förödande för befolkningen och i synnerhet för soldaterna stationerade längs gränsen, på grund av sjukdomar och brist på förnödenheter. Därför önskades båda sidor att sluta fred med varandra, och förhandlingarna inleddes i november.
Den 10 december 1809 möttes Nils Rosenkrantz och den svenska ministern i London Carl Gustaf Adlerberg i Jönköping för att underteckna fredsfördraget mellan Danmark-Norge och Sverige, som avslutade Dansk-svenska kriget 1808–1809. Freden innebar följande:
- Inget land avträder något territorium.
- Sverige försöker hålla brittiska krigsskepp på avstånd från svenska kuster.
- Överlöpare och brottslingar skall utlämnas.

Men Danmark-Norge var fortfarande i krig med Storbritannien, och trots att Sverige skulle sluta fred med Napoleon 1810 skulle de fortfarande stå på koalitionssidan under det Sjätte koalitionskriget. Detta skulle vidare leda till det faktum att Norge skulle avträdas till Sverige genom freden i Kiel 1814.